# Tunisie aux Jeux olympiques d'été de 2024
La Tunisie participe aux Jeux olympiques de 2024 à Paris. Il s'agit de sa 16e participation à des Jeux olympiques d'été.
Le kayakiste Salim Jemaï et la rameuse Khadija Krimi sont nommés porte-drapeau de la délégation tunisienne,.

## Nombre d'athlètes qualifiés par sport
Voici la liste des qualifiés et sélectionnés tunisiens par sport :
| Sport             | Hommes | Femmes | Total |
| ----------------- | ------ | ------ | ----- |
| Athlétisme        | 2      | 1      | 3     |
| Aviron            | 1      | 2      | 3     |
| Boxe              | 0      | 1      | 1     |
| Canoë-kayak       | 2      | 0      | 2     |
| Escrime           | 1      | 1      | 2     |
| Haltérophilie     | 1      | 0      | 1     |
| Judo              | 0      | 2      | 2     |
| Lutte             | 1      | 2      | 4     |
| Natation sportive | 1      | 1      | 2     |
| Taekwondo         | 2      | 2      | 4     |
| Tennis            | 1      | 0      | 1     |
| Tir               | 0      | 1      | 1     |
| Tir à l'arc       | 0      | 1      | 1     |
| Total             | 12     | 14     | 26    |

## Bilan général
| Sport     | Médaille d'or, Jeux olympiques | Médaille d'argent, Jeux olympiques | Médaille de bronze, Jeux olympiques | Total | Rang pays |
| --------- | ------------------------------ | ---------------------------------- | ----------------------------------- | ----- | --------- |
| Escrime   | 0                              | 1                                  | 0                                   | 1     | 9e        |
| Taekwondo | 1                              | 0                                  | 1                                   | 2     | 5e        |
| Total     | 1                              | 1                                  | 1                                   | 3     | 52e       |

| Jour       | Médaille d'or, Jeux olympiques | Médaille d'argent, Jeux olympiques | Médaille de bronze, Jeux olympiques | Total |
| ---------- | ------------------------------ | ---------------------------------- | ----------------------------------- | ----- |
| 27 juillet | -                              | 1                                  | -                                   | 1     |
| 7 août     | -                              | -                                  | 1                                   | 1     |
| 9 août     | 1                              | -                                  | -                                   | 1     |
| Total      | 1                              | 1                                  | 1                                   | 3     |

| Sexe   | Médaille d'or, Jeux olympiques | Médaille d'argent, Jeux olympiques | Médaille de bronze, Jeux olympiques | Total |
| ------ | ------------------------------ | ---------------------------------- | ----------------------------------- | ----- |
| Hommes | 1                              | 1                                  | 1                                   | 3     |
| Femmes | -                              | -                                  | -                                   | 0     |
| Mixte  | -                              | -                                  | -                                   | 0     |
| Total  | 1                              | 1                                  | 1                                   | 3     |

## Médaillés
| Sport     | Discipline              | Athlète(s)     | Performance                         | Date   |
| --------- | ----------------------- | -------------- | ----------------------------------- | ------ |
| Taekwondo | Moins de 80 kg masculin | Firas Katoussi | Finale Bat Mehran Barkhordari (IRN) | 9 août |

| Sport   | Discipline                | Athlète(s)    | Performance                       | Date       |
| ------- | ------------------------- | ------------- | --------------------------------- | ---------- |
| Escrime | Sabre individuel masculin | Farès Ferjani | Finale Battu par Oh Sang-uk (KOR) | 27 juillet |

| Sport     | Discipline              | Athlète(s)              | Performance                              | Date   |
| --------- | ----------------------- | ----------------------- | ---------------------------------------- | ------ |
| Taekwondo | Moins de 58 kg masculin | Mohamed Khalil Jendoubi | Repêchage Bat Adrián Vicente Yunta (ESP) | 7 août |

## Résultats

### Athlétisme

#### Hommes
| Athlètes                   | Épreuve         | Premier tour     | Premier tour | Finale          | Finale |
| Athlètes                   | Épreuve         | Temps            | Rang         | Temps           | Rang   |
| -------------------------- | --------------- | ---------------- | ------------ | --------------- | ------ |
| Ahmed Jaziri (en)          | 3 000 m steeple | 8 min 13 s 33 SB | 5e           | 8 min 8 s 02 PB | 5e     |
| Mohamed Amin Jhinaoui (en) | 3 000 m steeple | 8 min 25 s 24    | 4e           | 8 min 7 s 73 NR | 4e     |

#### Femmes
| Athlètes        | Épreuve         | Premier tour     | Premier tour | Finale   | Finale   |
| Athlètes        | Épreuve         | Temps            | Rang         | Temps    | Rang     |
| --------------- | --------------- | ---------------- | ------------ | -------- | -------- |
| Marwa Bouzayani | 3 000 m steeple | 9 min 10 s 91 PB | 6e           | Éliminée | Éliminée |

### Aviron
| Athlètes      | Compétition | Série         | Série | Repêchage     | Repêchage | Quart de finale | Quart de finale | Demi-finale   | Demi-finale | Finale                | Finale |
| Athlètes      | Compétition | Temps         | Rang  | Temps         | Rang      | Temps           | Rang            | Temps         | Rang        | Temps                 | Rang   |
| ------------- | ----------- | ------------- | ----- | ------------- | --------- | --------------- | --------------- | ------------- | ----------- | --------------------- | ------ |
| Mohamed Taieb | Skiff       | 7 min 10 s 13 | 5e    | 7 min 11 s 57 | 3e        | Non disputé     | Non disputé     | 7 min 29 s 64 | 2e          | Finale E 7 min 0 s 31 | 26e    |

| Athlètes                     | Compétition                | Série         | Série | Repêchage     | Repêchage | Demi-finale   | Demi-finale | Finale                 | Finale |
| Athlètes                     | Compétition                | Temps         | Rang  | Temps         | Rang      | Temps         | Rang        | Temps                  | Rang   |
| ---------------------------- | -------------------------- | ------------- | ----- | ------------- | --------- | ------------- | ----------- | ---------------------- | ------ |
| Selma Dhaouadi Khadija Krimi | Deux de couple poids léger | 7 min 31 s 19 | 5e    | 7 min 25 s 21 | 3e        | 7 min 26 s 39 | 6e          | Finale B 7 min 21 s 65 | 11e    |

### Boxe
| Athlètes               | Catégorie             | 1/16e de finale     | 1/8e de finale       | Quart de finale     | Demi-finale         | Finale              | Rang     |
| Athlètes               | Catégorie             | Adversaire Résultat | Adversaire Résultat  | Adversaire Résultat | Adversaire Résultat | Adversaire Résultat | Rang     |
| ---------------------- | --------------------- | ------------------- | -------------------- | ------------------- | ------------------- | ------------------- | -------- |
| Khouloud Hlimi Moulahi | Poids plumes (-57 kg) | Exemptée            | Yıldız Défaite 0 - 5 | Éliminée            | Éliminée            | Éliminée            | Éliminée |

### Canoë-kayak

#### Course en ligne
| Athlète           | Compétition | Séries        | Séries | Quarts de finale | Quarts de finale | Demi-finales | Demi-finales | Finales A, B, C | Finales A, B, C |
| Athlète           | Compétition | Temps         | Rang   | Temps            | Rang             | Temps        | Rang         | Temps           | Rang            |
| ----------------- | ----------- | ------------- | ------ | ---------------- | ---------------- | ------------ | ------------ | --------------- | --------------- |
| Ghailene Khattali | C1 1 000 m  | 4 min 23 s 05 | 5e     | 4 min 28 s 44    | 5e               | Éliminé      | Éliminé      | Éliminé         | Éliminé         |

#### Slalom
| Athlète     | Compétition | Éliminatoires | Éliminatoires | Éliminatoires | Éliminatoires | Éliminatoires  | Éliminatoires | Demi-finales | Demi-finales | Finale  | Finale  |
| Athlète     | Compétition | Manche 1      | Manche 1      | Manche 2      | Manche 2      | Meilleur temps | Rang          | Demi-finales | Demi-finales | Finale  | Finale  |
| Athlète     | Compétition | Temps         | Rang          | Temps         | Rang          | Meilleur temps | Rang          | Temps        | Rang         | Temps   | Rang    |
| ----------- | ----------- | ------------- | ------------- | ------------- | ------------- | -------------- | ------------- | ------------ | ------------ | ------- | ------- |
| Salim Jemaï | K1 hommes   | 101 s 11      | 19e           | 90 s 03       | 11e           | 90 s 03        | 17e           | 106 s 68     | 17e          | Éliminé | Éliminé |

| Athlète     | Compétition | Contre-la-montre | Contre-la-montre | 1er tour | Repêchages  | Séries | Quarts de finale | Demi- finales | Finale  |
| Athlète     | Compétition | Temps            | Rang             | Rang     | Rang        | Rang   | Rang             | Rang          | Rang    |
| ----------- | ----------- | ---------------- | ---------------- | -------- | ----------- | ------ | ---------------- | ------------- | ------- |
| Salim Jemaï | KX1 hommes  | 68 s 91          | 12e              | 2e       | Non disputé | 3e     | Éliminé          | Éliminé       | Éliminé |

### Escrime
| Athlète       | Compétition      | 1/32 de finale   | Seizièmes de finale | Huitièmes de finale   | Quarts de finale    | Demi-finales        | Finale           | Rang                               |
| Athlète       | Compétition      | Adversaire Score | Adversaire Score    | Adversaire Score      | Adversaire Score    | Adversaire Score    | Adversaire Score | Rang                               |
| ------------- | ---------------- | ---------------- | ------------------- | --------------------- | ------------------- | ------------------- | ---------------- | ---------------------------------- |
| Farès Ferjani | Sabre individuel | Exempté          | Gu Victoire 15-8    | Gémesi Victoire 15-14 | Shen Victoire 15-14 | Ziad Victoire 15-11 | Oh Défaite 11-15 | Médaille d'argent, Jeux olympiques |

| Athlète          | Compétition      | 1/32 de finale       | Seizièmes de finale | Huitièmes de finale | Quarts de finale | Demi-finales     | Finale           | Rang |
| Athlète          | Compétition      | Adversaire Score     | Adversaire Score    | Adversaire Score    | Adversaire Score | Adversaire Score | Adversaire Score | Rang |
| ---------------- | ---------------- | -------------------- | ------------------- | ------------------- | ---------------- | ---------------- | ---------------- | ---- |
| Yasmine Daghfous | Sabre individuel | Kehli Victoire 15-12 | Balzer Défaite 9-15 | Éliminée            | Éliminée         | Éliminée         | Éliminée         | 31e  |

### Haltérophilie
| Athlète        | Compétition    | Arraché  | Arraché | Épaulé-jeté | Épaulé-jeté | Total  | Rang |
| Athlète        | Compétition    | Résultat | Rang    | Résultat    | Rang        | Total  | Rang |
| -------------- | -------------- | -------- | ------- | ----------- | ----------- | ------ | ---- |
| Karem Ben Hnia | Moins de 73 kg | 149 kg   | 8e      | 181 kg      | 8e          | 330 kg | 8e   |

### Judo
| Athlète         | Compétition    | 1er tour                   | 2e tour                | 3e tour                | Quart de finale     | Demi-finale         | Repêchage           | Finale / CB         | Rang     |          |
| Athlète         | Compétition    | Adversaire Résultat        | Adversaire Résultat    | Adversaire Résultat    | Adversaire Résultat | Adversaire Résultat | Adversaire Résultat | Adversaire Résultat | Rang     |          |
| --------------- | -------------- | -------------------------- | ---------------------- | ---------------------- | ------------------- | ------------------- | ------------------- | ------------------- | -------- | -------- |
| Oumaima Bedioui | Moins de 48 kg | Exemptée                   | Hoàng Victoire 01 - 00 | Boukli Défaite 00 - 10 | Éliminée            | Éliminée            | Éliminée            | Éliminée            | Éliminée | Éliminée |
| Sarra Mzougui   | Plus de 78 kg  | Nunes (en) Défaite 00 - 10 | Éliminée               | Non disputé            | Éliminée            | Éliminée            | Éliminée            | Éliminée            | Éliminée | Éliminée |

### Lutte
| Athlète        | Compétition    | Huitièmes de finale    | Quart de finale     | Demi-finale         | Repêchage           | Finale / CB         | Rang     |
| Athlète        | Compétition    | Adversaire Résultat    | Adversaire Résultat | Adversaire Résultat | Adversaire Résultat | Adversaire Résultat | Rang     |
| -------------- | -------------- | ---------------------- | ------------------- | ------------------- | ------------------- | ------------------- | -------- |
| Siwar Bousetta | Moins de 62 kg | Bullen Défaite 2 - 12  | Éliminée            | Éliminée            | Éliminée            | Éliminée            | Éliminée |
| Zaineb Sghaier | Moins de 76 kg | Rentería Défaite 4 - 8 | Éliminée            | Éliminée            | Éliminée            | Éliminée            | Éliminée |

| Athlète             | Compétition    | Huitièmes de finale | Quart de finale     | Demi-finale         | Repêchage           | Finale / CB         | Rang     |
| Athlète             | Compétition    | Adversaire Résultat | Adversaire Résultat | Adversaire Résultat | Adversaire Résultat | Adversaire Résultat | Rang     |
| ------------------- | -------------- | ------------------- | ------------------- | ------------------- | ------------------- | ------------------- | -------- |
| Souleymen Nasr (en) | Moins de 67 kg | Sylla Défaite 1 - 1 | Éliminée            | Éliminée            | Éliminée            | Éliminée            | Éliminée |

### Natation
| Athlète       | Épreuve            | Séries         | Séries      | Finale         | Finale       |
| Athlète       | Épreuve            | Temps          | Rang        | Temps          | Rang         |
| ------------- | ------------------ | -------------- | ----------- | -------------- | ------------ |
| Ahmed Jaouadi | 400 m nage libre   | 3 min 46 s 19  | 2e          | Non qualifié   | Non qualifié |
| Ahmed Jaouadi | 800 m nage libre   | 7 min 42 s 07  | 1e          | 7 min 42 s 83  | 4e           |
| Ahmed Jaouadi | 800 m nage libre   | 14 min 44 s 20 | 1e          | 14 min 43 s 35 | 6e           |
| Ahmed Jaouadi | 10 km en eau libre | Non disputé    | Non disputé | Forfait        | Forfait      |

| Athlète            | Épreuve          | Séries        | Séries | Finale        | Finale        |
| Athlète            | Épreuve          | Temps         | Rang   | Temps         | Rang          |
| ------------------ | ---------------- | ------------- | ------ | ------------- | ------------- |
| Jamila Boulakbèche | 800 m nage libre | 9 min 21 s 38 | 16e    | Non qualifiée | Non qualifiée |

### Taekwondo
| Athlète                 | Compétition    | Éliminatoires       | Huitième de finale                | Quart de finale              | Demi-finale                     | Repêchage           | Finale / CB                   | Rang                                |
| Athlète                 | Compétition    | Adversaire Résultat | Adversaire Résultat               | Adversaire Résultat          | Adversaire Résultat             | Adversaire Résultat | Adversaire Résultat           | Rang                                |
| ----------------------- | -------------- | ------------------- | --------------------------------- | ---------------------------- | ------------------------------- | ------------------- | ----------------------------- | ----------------------------------- |
| Mohamed Khalil Jendoubi | Moins de 58 kg | Exempté             | Korneev (en) Victoire 5-3, 9-3    | Lewis (en) Victoire 7-4, 6-3 | Tae-joon Défaite 2-6, 6-13      | Exempté             | Yunta Victoire 11-3, 13-2     | Médaille de bronze, Jeux olympiques |
| Firas Katoussi          | Moins de 80 kg | Exempté             | Sejranovic (en) Victoire 4-0, 7-1 | Hrnic Victoire 0-0, 6-0      | Nickolas (en) Victoire 0-0, 2-2 | Exempté             | Barkhordari Victoire 4-2, 5-1 | Médaille d'or, Jeux olympiques      |

| Athlète      | Compétition    | Éliminatoires       | Huitième de finale                 | Quart de finale                 | Demi-finale         | Repêchage                 | Finale / CB         | Rang     |
| Athlète      | Compétition    | Adversaire Résultat | Adversaire Résultat                | Adversaire Résultat             | Adversaire Résultat | Adversaire Résultat       | Adversaire Résultat | Rang     |
| ------------ | -------------- | ------------------- | ---------------------------------- | ------------------------------- | ------------------- | ------------------------- | ------------------- | -------- |
| Ikram Dhahri | Moins de 49 kg | Exemptée            | Souza Victoire 0-0, 6-3, 5-5       | Stojković Défaite 3-3, 3-7, 1-4 | Éliminée            | Éliminée                  | Éliminée            | Éliminée |
| Chaima Toumi | Moins de 57 kg | Exemptée            | Dillon (en) Victoire 0-3, 4-1, 9-2 | Kiani Défaite 2-5, 3-0, 2-3     | Non disputé         | Alizadeh Défaite 2-3, 2-2 | Éliminée            | 5e       |

### Tennis
| Joueur (n° de tête de série) | Compétition | 1/32e de finale             | 1/16e de finale     | 1/8e de finale      | Quarts de finale    | Demi-finales        | Finale / MB         |
| Joueur (n° de tête de série) | Compétition | Adversaire Résultat         | Adversaire Résultat | Adversaire Résultat | Adversaire Résultat | Adversaire Résultat | Adversaire Résultat |
| ---------------------------- | ----------- | --------------------------- | ------------------- | ------------------- | ------------------- | ------------------- | ------------------- |
| Moez Echargui (en) ()        | Messieurs   | Evans Défaite 2-6, 6-4, 2-6 | Éliminé             | Éliminé             | Éliminé             | Éliminé             | Éliminé             |

### Tir
| Tireuses    | Compétition                  | Qualification | Qualification | Finale   | Finale   |
| Tireuses    | Compétition                  | Points        | Rang          | Points   | Rang     |
| ----------- | ---------------------------- | ------------- | ------------- | -------- | -------- |
| Olfa Charni | Pistolet à 10 m air comprimé | 565           | 34e           | Éliminée | Éliminée |

### Tir à l'arc
| Athlète        | Compétition | Tour préliminaire | Tour préliminaire | 1/32e de finale    | 1/16e de finale  | 1/8e de finale   | Quart de finale  | Demi-finale      | Finale / MB      | Rang     |
| Athlète        | Compétition | Score             | Rang              | Adversaire Score   | Adversaire Score | Adversaire Score | Adversaire Score | Adversaire Score | Adversaire Score | Rang     |
| -------------- | ----------- | ----------------- | ----------------- | ------------------ | ---------------- | ---------------- | ---------------- | ---------------- | ---------------- | -------- |
| Rihab El Walid | Femmes      | 593               | 62e               | Yang Défaite 3 - 7 | Éliminée         | Éliminée         | Éliminée         | Éliminée         | Éliminée         | Éliminée |